# کارل استگر
کارل استگر (دانمارکی: Karl Stegger؛ ‏ ۱۱ ژانویهٔ ۱۹۱۳ – ۱۳ آوریل ۱۹۸۰) بازیگر و خواننده اهل دانمارک بود.
از فیلم‌ها یا برنامه‌های تلویزیونی که وی در آن نقش داشته‌است، می‌توان به دختران هم‌رزم، دختران هم‌رزم ۲، دختر و چاله آب، مأمور ۶۹ ینسن در برج قوس، مأمور ۶۹ ینسن در برج عقرب، در برج اسد، در برج ثور، اولسن خلافکار قرمز می‌بیند، آدم و حوا، هدیه، من و چارلی، مازورکای کنار تخت و ملوانان کنار تخت اشاره کرد.